# Граймс, Шеней
Шеней Граймс (англ. Shenae Grimes; род. 24 октября 1989, Оттава) — канадская актриса и певица, обладательница премии «Джемини». Получила известность благодаря роли Энни Уилсон в телесериале «90210: Новое поколение» и Дарси Эдвардс в телесериале «Деграсси: Следующее поколение».

## Ранние годы
Граймс родилась в Торонто, Онтарио. Она училась в начальной школе Forest Hill Public School и принимала участие в программе Toronto’s Fashion Television. Последние два года старшей школы посещала City Academy.

## Карьера

### Актёрская карьера

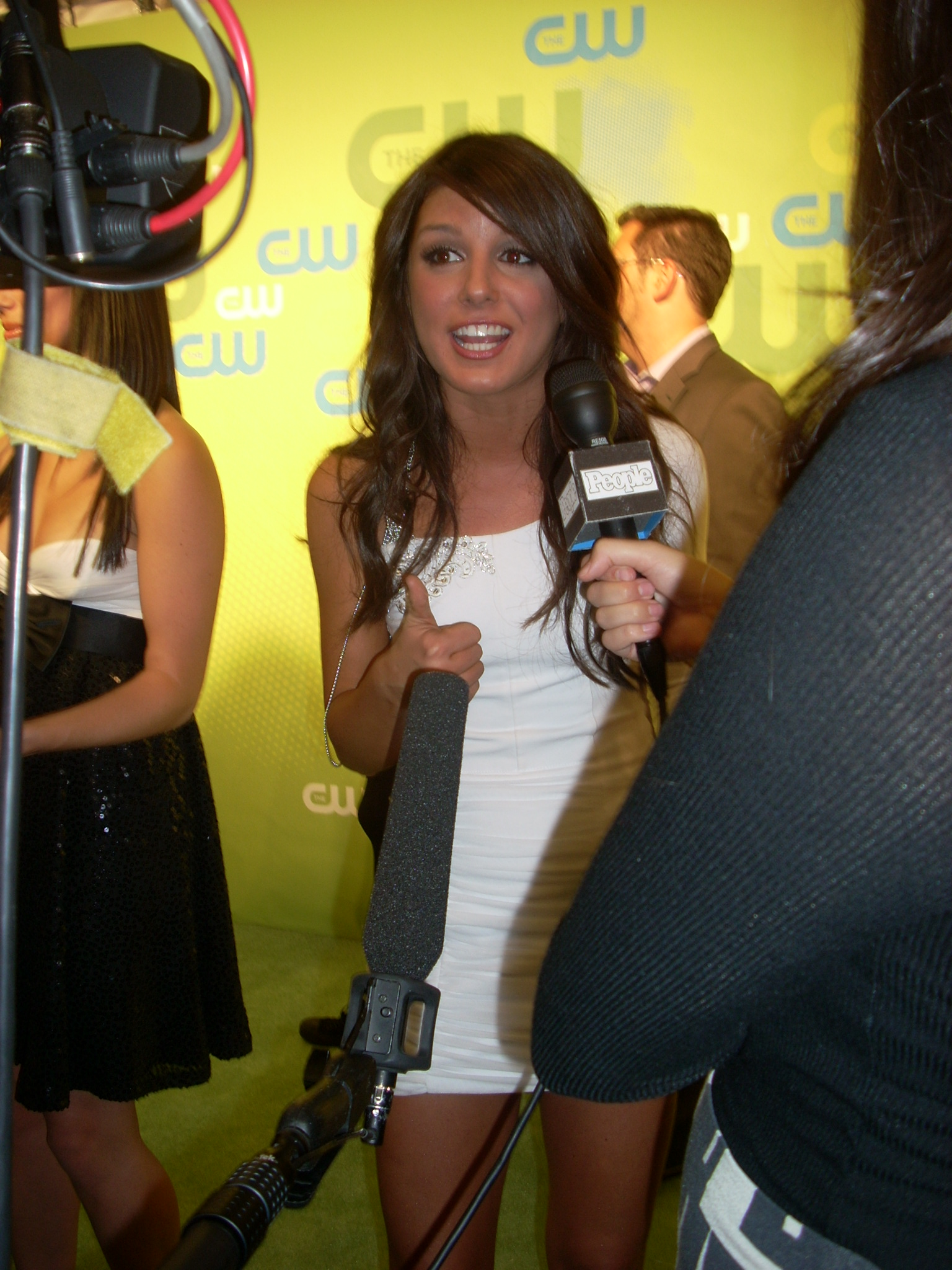
Шеней Граймс в 2009 году

В 2004 году Граймс получила главную роль Дарси Эдвардс в сериале «Деграсси: Следующее поколение», она снималась в сериале до его закрытия в 2008 году. В 2009 году она переехала в Лос-Анджелес для съёмок в сериале «90210: Новое поколение». За исполнение роли Энни Уилсон Граймс номинировалась на премию Teen Choice Awards в 2010 году.
В 2008 году Граймс снялась в фильме «Сквозь объектив», где её партнёршами были бывшая коллега по сериалу «Деграсси: Следующее поколение» Лорен Коллинз и актриса Эшли Тисдейл, а затем снялась в фильме «Признания голливудской старлетки» вместе с певицей Джоджо. В 2011 году Шеней появилась в роли-камео в начальной сцене фильма «Крик 4», снятого режиссёром Уэсом Крэйвеном.
В 2009 году журнал People назвал её одной из самых красивых девушек без макияжа.  В мае 2011 года во время летнего перерыва в съёмках сериала «90210: Новое поколение», получила интернатуру в журнале Teen Vogue в Нью-Йорке. По словам актрисы, она всегда мечтала работать редактором модного журнала.
Также Граймс появилась в музыкальном видео группы Our Lady Peace на сингл «All You Did Was Save My Life» с альбома Burn Burn, и снялась для ролика Фредди Вонга Gun Size Matters, который появился на сайте YouTube.

### Музыкальная карьера
В 2010 году Шеней срежиссировала и спела в музыкальном клипе на свою собственную песню под названием «Myself & I». В клипе снялся её коллега по сериалу «90210: Новое поколение» Райан Эгголд, сыгравший преподавателя английской литературы, мистера Райана Мэттьюза.

## Личная жизнь
С 10 мая 2013 года Шеней замужем за моделью Джошем Бичем, с которым она встречалась 14 месяцев до их свадьбы. У супругов двое детей — дочь Боуи Скарлетт Бич (род. 27.09.2018) и сын Кингсли Тейлор Бич (род. 13.08.2021).

### Благотворительность
Актриса организовала фонд Spread The Heart в поддержку жертв цунами в Японии, которое позже поддержали многие знаменитости.

## Фильмография
| Год       |     | Русское название                       | Оригинальное название                   | Роль                                 |
| --------- | --- | -------------------------------------- | --------------------------------------- | ------------------------------------ |
| 2004—2008 | с   | Деграсси: Следующее поколение          | Degrassi: The Next Generation           | Дарси Эдвардс                        |
| 2005      | с   | Биография                              | Biography                               | Шанайя Твейн в подростковом возрасте |
| 2005      | с   | Кевин Хилл                             | Kevin Hill                              | Кэти Лассман                         |
| 2005      | с   | —                                      | The Power Strikers                      | Алекса Уотсон                        |
| 2005      | тф  | Шенайя: Жизнь в восьми альбомах        | Shania: A Life in Eight Albums          | Айлин в подростковом возрасте        |
| 2005—2007 | с   | Естественно, Сейди                     | Naturally, Sadie                        | Арден Олкотт                         |
| 2005—2007 | с   | —                                      | Degrassi: Minis                         | Дарси Эдвардс                        |
| 2006      | с   | —                                      | Skater Boys                             | Стейси                               |
| 2006      | с   | —                                      | Degrassi’s 40 Most Go There-est Moments | Дарси Эдвардс                        |
| 2007      | с   | 72 часа: Настоящее преступление        | 72 Hours: True Crime                    | девочка-подросток                    |
| 2007      | с   | —                                      | The Latest Buzz                         | Ребекка Харпер                       |
| 2008      | тф  | —                                      | Degrassi Spring Break Movie             | Дарси Эдвардс                        |
| 2008      | тф  | Сквозь объектив                        | Picture This                            | Кайенн                               |
| 2008      | тф  | Признания голливудской старлетки       | True Confessions of a Hollywood Starlet | Марисса                              |
| 2008      | ф   | —                                      | The Cross Road                          | Бриджет                              |
| 2008—2013 | с   | 90210: Новое поколение                 | 90210                                   | Энни Уилсон                          |
| 2009      | в   | Мёртвые, как я: Жизнь после смерти     | Dead Like Me: After Life                | Дженнифер Хардик                     |
| 2010      | кор | —                                      | Myself and I                            | девушка в клубе                      |
| 2011      | ф   | Крик 4                                 | Scream 4                                | Труди Гарольд                        |
| 2013      | ф   | Эмпайр-стейт                           | Empire State                            | Элени                                |
| 2013      | ф   | Сладость                               | Sugar                                   | Сладость                             |
| 2014      | тф  | —                                      | The Hazing Secret                       | Меган Харрис                         |
| 2015      | тф  | —                                      | Christmas Incorporated                  | Райли Венс                           |
| 2016      | тф  | Сандра Браун: Подозреваемый в убийстве | Sandra Brown’s White Hot                | Сейр Хойл                            |
| 2016      | тф  | Звёздный бал                           | Date with Love                          | Алекс Аллен                          |
| 2016      | тф  | Новобрачные и мёртвые                  | Newlywed and Dead                       | Кристин Уорд                         |
| 2017      | тф  | Механика любви                         | The Mechanics of Love                   | Мэтти Дюпри                          |
| 2017      | с   | Я — зомби                              | iZombie                                 | Пайпер                               |
| 2017      | ф   | Кровавый мёд                           | Blood Honey                             | Дженибел Хелс                        |
| 2018      | с   | Зацепка                                | The Detail                              | детектив Джек Купер                  |
| 2018      | ф   | Рейк                                   | The Rake                                | Эшли                                 |